# Luisa Ortega (cantante)
Luisa Ortega Gómez (Sevilla, 25 de agosto de 1931-Almendralejo, Badajoz, 4 de marzo de 2024) fue una cantante española de copla.

## Trayectoria artística
Hija del cantaor Manolo Caracol y de Luisa Gómez Junquera, se formó como tonadillera y cantaora en La Alameda de Hércules, en la «Casa de los Pavones» y en la academia de la que sería su suegra, la pianista y bailaora Eloísa Albéniz. En 1957 contrae matrimonio con el pianista y compositor flamenco Arturo Pavón Sánchez (1930-2005), hijo del cantaor Arturo Pavón Cruz, y sobrino de La Niña de los Peines y de Tomás Pavón. 
En los inicios de 1951 la pareja artística y sentimental Manolo Caracol-Lola Flores se separa y Caracol intenta rehacer su carrera y monta un espectáculo presentando a su hija Luisa como artista, fue el espectáculo de Quintero, León y Quiroga titulado La Copla Nueva, estrenada en el Teatro Calderón de Madrid en 1951, posteriormente representada en Sevilla y Barcelona; en este espectáculo Luisa Ortega estrenó la farruca ¡Ay pena, penita, pena! que dos años más tarde popularizó Lola Flores en el cine. Caracol y su hija estrenan en 1954 Torres de España en el Teatro Kursaal de San Sebastián y en 1955 el espectáculo Color Moreno.
En 1960 debuta con Arturo Pavón en el Teatro Central de Buenos Aires con el espectáculo Fantasía gitana. En 1961 presentan en Sevilla y Madrid el nuevo espectáculo La copla ha vuelto. Luisa Ortega es madre de Soraya y Jordana, bailaoras, y de Salomé Pavón, cantaora.
A principios de los años 60 un elepé destacable es Evolución flamenca, con su marido Arturo Pavón al piano, un trabajo con cante y arreglos de excepción, publicado en México por Dimsa y después en España por Orfeón. En 1969, con el sello Fontana se publica el LP Canta Luisa Ortega, donde destaca de nuevo como tonadillera y cantaora. El 28 de junio de 1973 se dedica el XVII Potaje Gitano de Utrera a la memoria de su padre, fallecido ese mismo año, actuando Luisa Ortega y Arturo Pavón. 
Tras la muerte de Manolo Caracol, su hija va abandonando poco a poco la escena, una de sus últimas actuaciones tendría lugar en el programa Las Coplas de Canal Sur y en Quédate con la Copla de Antena 3. Posteriormente apareció con la discográfica Columbia el LP Luisa Ortega y Manolo Caracol recogiendo los mejores éxitos de ambos.
Luisa Ortega fallece el 4 de marzo de 2024, celebrándose pocos días después un concierto homenaje en el Teatro Alameda de Sevilla con la participación de diversos artistas flamencos.

## Discografía[8]
- Campanitas del alba - ¡Ay, pena, penita! 1951
- No puedo vivir contigo - Viva el Madrid calesero 1951
- Prenda dorada - Que me olvíes 1953
- Jazmín y candela - Paseíto de los Tristes - Rosario la de Marbella - Pozo de muerte 1955
- Arte español Vol. 1 y 2 Hispavox 1957
- Fiesta de Luisa Ortega, con Melchor de Marchena a la guitarra: La rosa y el viento - La niña descalza 1957
- ¡Ay, mi consuelo! - Pan de Alcalá 1958
- Limosna de amores - La sonaja 1958
- Duérmete lunita clara - Color moreno 1958
- El retrato de Rosa María - Amparo - Coplas del barquero - Campanitas de la Vela 1959
- Con mis propios ojos - Campanitas del alba - Manolito Clavé - Torres de España 1959
- Luisa Ortega y Arturo Pavón. LP Philips 1963
- Evolución flamenca. Luisita Ortega y Arturo Pavón. Dimsa México y Orfeón España posteriormente.
- Por el camino de Almonte - La Lola se va a los puertos - Dale con el “E” - Ay, la pena que me da. EP Philips 1964
- Rosa Consuelo - Porque te sigo queriendo - Déjame sola - Pena de quererte. EP Philips 1964
- LP Canta Luisa Ortega.  Fontana 1969
- Homenaje a Manolo Caracol. Philips 1976